# Tiere suchen ein Zuhause
Tiere suchen ein Zuhause ist eine Fernsehsendung, die vom WDR Fernsehen ausgestrahlt wird. Vordergründig sollen Haustiere, die in der Sendung von Tierheimen oder Tierschutzvereinen vorgestellt werden, an die Zuschauer vermittelt werden.

## Inhalt
In jeder Folge sind Tierheime bzw. Tierschutzvereine aus NRW und den angrenzenden Bundesländern zu Gast, die einige ihrer Schützlinge, deren Schicksal und Eigenschaften vorstellen. Hauptsächlich handelt es sich dabei um gewöhnliche Haustiere wie Hunde, Katzen, Kaninchen oder Meerschweinchen. Manchmal sind auch „ungewöhnliche“ Haustiere zu Gast, z. B. Hängebauchschweine, Schafe oder Exoten wie Bartagamen.
Neben der Tiervermittlung werden kurze Filmbeiträge über artgerechte Haustierhaltung, Tierschutz, Wildtiere sowie Tipps von Experten gezeigt.
Weiterhin gibt es die regelmäßige Rubrik „Zuhause gefunden“, in der erfolgreich vermittelte Tiere in ihrem neuen Zuhause gezeigt werden und die neuen Halter zu Wort kommen.
Tierärzte und Tiertrainer geben zudem Tipps zum Umgang und zur Haltung mit Haustieren.
Seit Ausstrahlungsbeginn wurden 20.000 Tiere vermittelt (Stand: 2012).

## Produktion und Ausstrahlung
Die Sendung wird vor der Ausstrahlung im größten WDR-Außenstudio in Köln-Bocklemünd/Mengenich aufgezeichnet, anschließend im Sonntagabendprogramm ausgestrahlt.
Die Moderation übernahm im Jahr 1991 die Kölner Journalistin Irene Geuer. Die Sendung wurde zunächst alle 14 Tage ausgestrahlt. Für die nächsten 20 Jahre moderierte Claudia Ludwig die Sendung, bis ihr im Zuge eines überarbeiteten Konzepts gekündigt wurde. Grund hierfür waren gesunkene Zuschauerzahlen, ein gesunkener Marktanteil und eine generelle Überarbeitung der Sendung. Die Kündigung Ludwigs rief eine große Empörung der Zuschauer hervor.
In einer Pressemitteilung vom 27. Februar 2012 gab der WDR das neue Konzept bekannt und so übernahm u. a. im Mai 2012 Simone Sombecki die Moderation, die zuvor bereits als Reporterin für die Sendung arbeitete.
Ab 2020 wird die Sendung auch von Oliver Petszokat moderiert, der zuvor von Oktober 2019 bis zum Jahresende als Reporter für die Sendung tätig war.